# TJ Davis
Pour les articles homonymes, voir Davis.
TJ Davis (de son vrai nom Teresa Jane Davis) est une chanteuse et musicienne britannique.

## Biographie
Teresa Jane Davis débute comme choriste pour Gary Numan, D Ream et Blur, avant de se lancer dans une carrière indépendante. Elle est connue dans le monde du jeu vidéo pour avoir travaillé avec le compositeur primé Richard Jacques sur les bandes originales de Sonic R et Metropolis Street Racer, ainsi que NiGHTS : Journey of Dreams, Super Smash Bros. Brawl et Super Smash Bros. Ultimate, puisqu'elle interprète le thème principal du personnage Sonic, intitulé Super Sonic Racing.
En juillet 1996, elle atteint la 72e place du UK Singles Chart avec la chanson Brilliant Feeling, en collaboration avec The Full Monty Allstars ; et en 2001, elle atteint la 42e place avec le single Wonderful Life, une reprise de Black, en collaboration avec Ian Van Dahl.
Entre 1997 et 2004, elle est membre du groupe Björn Again, un hommage parodique au groupe ABBA, utilisant le nom de scène Frida Longstockin, une allusion claire à Frida (Anni-Frid Lyngstad)
En 2002, elle collabore avec Sash! sur la chanson et la vidéo I Believe. En 2008, il participe au Summer Sonic avec les titres Can You Feel the Sunshine ?, Diamond in the Sky et Dreams, Dreams. En 2011, elle collabore à nouveau avec D Ream sur son nouvel album In Memory of... sur les titres Gods in the Making, All Things to All Men et Sleepy Head.

## Discographie

### Albums studio
- 1990 : You and Me
- 1992 : Living in the City
- 1993 : Hopes and Dreams
- 2002 : Always a Way
- 2004 : On the Fairway
- 2006 : Bad Desire
- 2008 : The Top

### Singles
- 1989 : You and Me
- 1991 : Living in the City
- 1996 : Brilliant Feeling (72e du UK Singles Chart, 19e du UK Dance[5]
- 2001 : Wonderful Life (42e au Royaume-Uni, 12e du UK Dance [6]
- 2003 : I Believe (18e au Danemark, 67e en Allemagne[7]) (avec Sash!)
- 2007 : The Top